# Rue du Douanier-Rousseau (Paris)
Pour les articles homonymes, voir Rue du Douanier-Rousseau.
La rue du Douanier-Rousseau est une voie du 14e arrondissement de Paris, en France.

## Situation et accès
La rue du Douanier-Rousseau est une voie publique située dans le 14e arrondissement de Paris. Elle débute au 108 de la rue de la Tombe-Issoire et se termine au 13 de la rue du Père-Corentin. Il ne faut pas la confondre avec une autre voie du même arrondissement qui rend hommage au même peintre, la rue du Douanier.

## Origine du nom

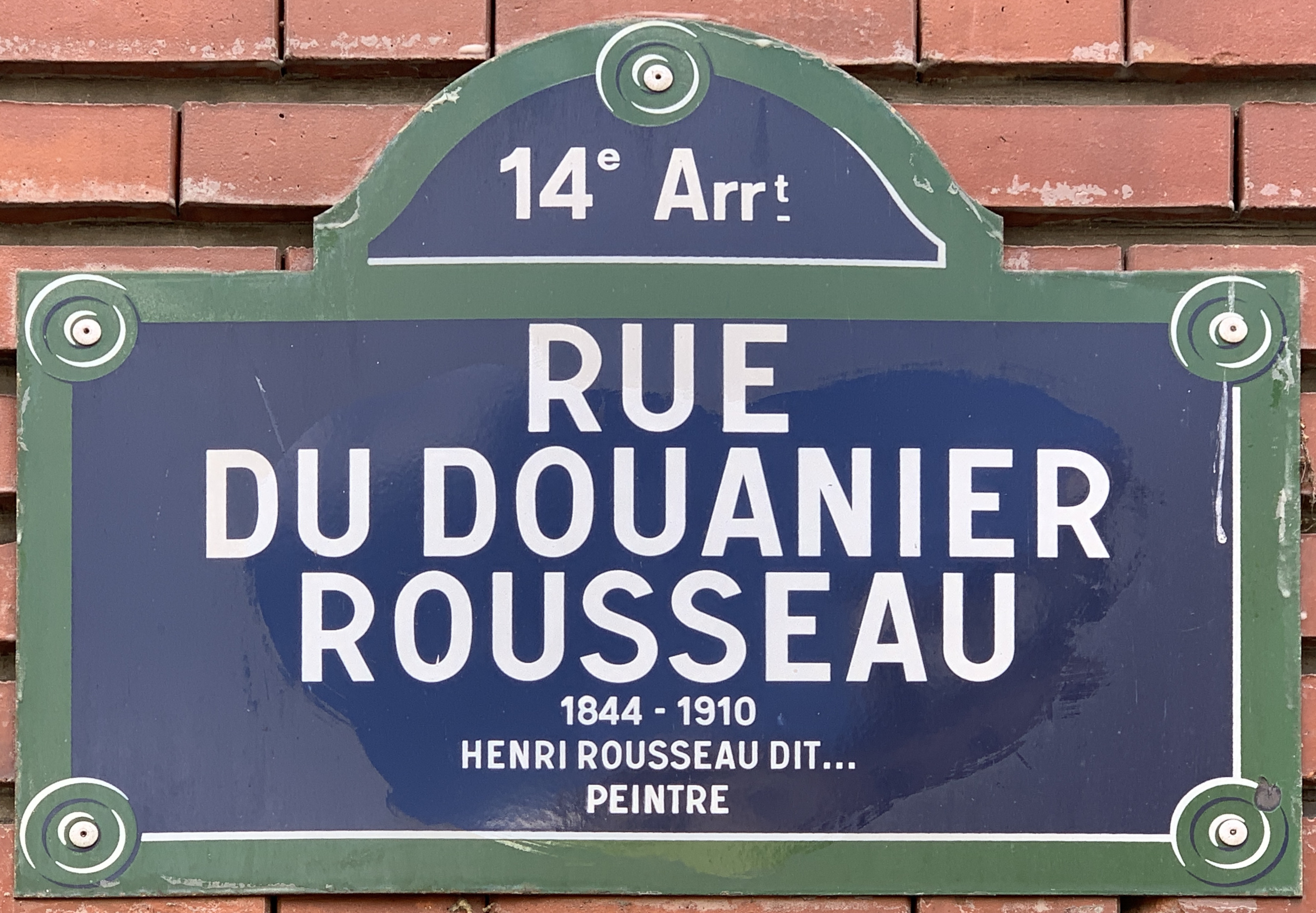
Plaque de la rue.

Elle porte le nom du peintre français Henri Rousseau, dit le Douanier Rousseau (1844-1910).

## Historique
La voie est ouverte et prend sa dénomination par arrêté du 31 mars 1949.

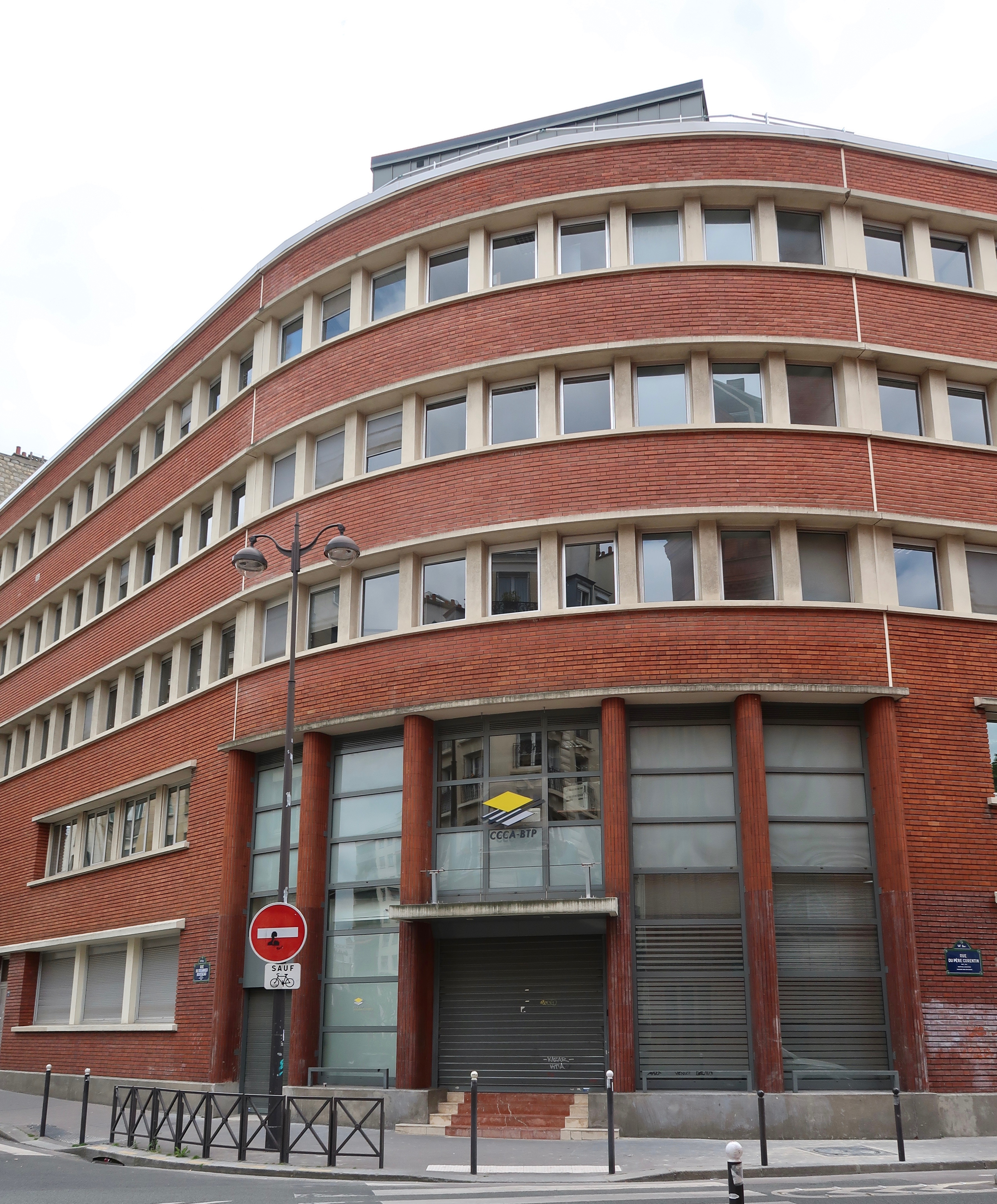
Immeuble au croisement avec la rue du Père-Corentin.